# Szent apostolok fatemplom (Groppa)
A groppai Szent apostolok fatemplom műemlékké nyilvánított épület Romániában, Máramaros megyében. A romániai műemlékek jegyzékében az  MM-II-m-B-04582 sorszámon szerepel.